# Тихоновицька сільська рада
Ти́хоновицька сільська́ ра́да — адміністративно-територіальна одиниця та орган місцевого самоврядування у Щорському районі Чернігівської області. Адміністративний центр — село Тихоновичі.

## Загальні відомості
Тихоновицька сільська рада утворена в 1919 році.
- Територія ради: 69,957 км²
- Населення ради: 872 особи (станом на 2001 рік)

## Населені пункти
Сільській раді підпорядковані населені пункти:
- с. Тихоновичі
- с. Слава

До складу ради входило село Товкачі, яке 24 травня 2007 року рішенням Чернігівської обласної ради знято з обліку.

## Склад ради
Рада складається з 15 депутатів та голови.
- Голова ради: Бондаренко Анатолій Миколайович
- Секретар ради: Будлянська Наталія Валеріївна

### Керівний склад попередніх скликань
| ПІБ                             | Основні відомості                                                                      | Дата обрання | Дата звільнення |
| ------------------------------- | -------------------------------------------------------------------------------------- | ------------ | --------------- |
| Халіман Петро Григорович        | Сільський голова, 1941 року народження, член Всеукраїнського об'єднання «Батьківщина»  | 26.03.2006   | 31.10.2010      |
| Бондаренко Анатолій Миколайович | Сільський голова, 1976 року народження, освіта вища, член Комуністичної партії України | 31.10.2010   |                 |

Примітка: таблиця складена за даними джерела

### Депутати
За результатами місцевих виборів 2010 року депутатами ради стали:

#### За суб'єктами висування
| Суб'єкт висування           | Кількість обраних депутатів | %    |
| --------------------------- | --------------------------- | ---- |
| Партія регіонів             | 7                           | 46,7 |
| Самовисування               | 5                           | 33,3 |
| Комуністична партія України | 2                           | 13,3 |
| Народна партія              | 1                           | 6,7  |

#### За округами
| № округу                    | Прізвище, ім'я, по батькові   | Дата визнання обраним | Освіта  | Партійна приналежність            | Відомості про обраного депутата             |
| --------------------------- | ----------------------------- | --------------------- | ------- | --------------------------------- | ------------------------------------------- |
| Комуністична партія України |                               |                       |         |                                   |                                             |
| 2                           | Білоус Тетяна Іванівна        | 05.11.2010            | середня | член Комуністичної партії України | СВК «Райдуга», бухгалтер                    |
| 3                           | Авраменко Ніна Василівна      | 05.11.2010            | середня | позапартійна                      | Тихоновицька сільська рада, секретар        |
| Народна Партія              |                               |                       |         |                                   |                                             |
| 11                          | Глуменко Володимир Петрович   | 05.11.2010            | середня | член Партії регіонів              | тимчасово не працює                         |
| Партія регіонів             |                               |                       |         |                                   |                                             |
| 6                           | Авраменко Валерій Миколайович | 05.11.2010            | середня | позапартійний                     | бібліотека, бібліотекар                     |
| 8                           | Савченко Оксана Леонідівна    | 05.11.2010            | середня | член Партії регіонів              | Тихоновицька загальноосвітня школа, кухар   |
| 9                           | Кушнір Людмила Миколаївна     | 05.11.2010            | середня | член Партії регіонів              | Тихоновицька СЛА, фельдшер                  |
| 10                          | Будлянський Юрій Михайлович   | 05.11.2010            | середня | член Народної партії              | Тихоновицьке лісництво, помічник лісника    |
| 12                          | Дедусь Таїсія Олексіївна      | 05.11.2010            | середня | позапартійна                      | СВК «Райдуга», робітник                     |
| 13                          | Тебенко Михайло Федорович     | 05.11.2010            | середня | член Партії регіонів              | Тихоновицьке лісництво, майстер лісу        |
| 14                          | Чичко Ігор Сергійович         | 05.11.2010            | середня | позапартійний                     | Тихоновицька загальноосвітня школа, завгосп |
| Самовисування               |                               |                       |         |                                   |                                             |
| 1                           | Кугук Катерина Іванівна       | 05.11.2010            | вища    | член Комуністичної партії України | пенсіонер                                   |
| 4                           | Будлянська Наталія Валеріївна | 05.11.2010            | середня | позапартійна                      | СВК «Райдуга», лаборант                     |
| 5                           | Циганок Тетяна Іванівна       | 05.11.2010            | середня | член Партії регіонів              | приватний підприємець                       |
| 7                           | Чечко Світлана Петрівна       | 05.11.2010            | вища    | член Партії регіонів              | Тихоновицька загальноосвітня школа, вчитель |
| 15                          | Кушнір Віра Григорівна        | 05.11.2010            | середня | позапартійна                      | тимчасово не працює                         |